# Ribeirão Torto
Ribeirão Torto är ett vattendrag i Brasilien.   Det ligger i delstaten Brasiliens federala distrikt, i den sydöstra delen av landet, 9 km nordost om huvudstaden Brasília. Ribeirão Torto ligger vid sjön Lago do Paranoá.
Runt Ribeirão Torto är det i huvudsak tätbebyggt. Runt Ribeirão Torto är det tätbefolkat, med 397 invånare per kvadratkilometer.